# Lady Susan
Lady Susan è un breve romanzo epistolare di Jane Austen scritto presumibilmente nel 1794, ma pubblicato postumo solo nel 1871. Essendo una delle opere giovanili di Jane Austen, ha un carattere di una sperimentazione delle sue opere maggiori.
Il romanzo è stato tradotto in 18 lingue. In Italia è apparso nel 1990, nella traduzione di Linda Gaia (assieme ad altri testi). A questa sono seguite altre traduzioni, 
di volta in volta proposte come pubblicazione autonoma oppure in raccolta.

## Struttura
Il romanzo si svolge in quarantuno lettere, di cui la maggior parte tra Lady Susan e Mrs Johnson, sua cara amica e complice negli intrighi e sotterfugi descritti.

## Trama
Lady Susan, cognata di Mrs Vernon, vedova da soli quattro mesi, fa visita alla sua famiglia Vernon presso la tenuta di Churchill, con lo scopo di fuggire dalle voci su una doppia relazione che la donna intrattiene a Londra con un uomo già sposato, Mr Manwaring, e con un uomo molto più giovane di lei, Mr James Martin, di cui è innamorata Miss Manwaring, nipote di Mr Manwaring.
Dopo essersi recata presso la famiglia Vernon, Lady Susan, attraverso la sua astuzia e la sua parlantina, riesce a far innamorare di sé Mr Reginald De Courcy, fratello di Mrs Vernon. Costei è perciò preoccupata per il fratello, avendo compreso la vera natura della donna. 
Lady Susan ha una figlia, Frederica, odiata dalla madre e reclusa in un collegio, dal quale cerca di fuggire dopo che la madre le comunica di volerle far sposare lo stesso Mr Martin. La sua tutrice, Miss Summers, non vuole più tenerla in collegio e per questo la ragazza viene portata a Churchill dallo zio. Qui Frederica si innamora di Reginald, al quale chiede aiuto per evitare il matrimonio, dopo che Mr Martin si reca alla tenuta per chiedere la sua mano. Nonostante Reginald sia sconvolto per le dichiarazioni della ragazza, Lady Susan riesce a rigirare gli eventi in suo favore, liberandosi della presenza di Mr Martin e riottenendo i favori di Reginald.
Nel frattempo i De Courcy sono sempre più preoccupati per un matrimonio tra Reginald e Lady Susan che potrebbe costare la reputazione del giovane. Avendo in pugno Reginald e decisa a sposarlo, Lady Susan si reca a Londra, dalla sua amica Mrs Johnson, con l'intento di portare a termine il suo piano, ma il caso vuole che Mrs Manwaring scopra le quotidiane visite del marito a Lady Susan, informandone Mr Johnson (tutore della donna) e lo stesso Reginald, che si era recato a Londra per sposare Lady Susan. Immediatamente Reginald interrompe il fidanzamento e torna a Parklands, residenza di famiglia, per la gioia dei genitori. Nello stesso tempo Lady Susan torna a Churchill per portare con sé a Londra Frederica con l'intento di darla in sposa a Mr Martin, ma cambiando ben presto idea e consentendo alla ragazza di tornare a Churchill per curare la sua influenza; tali eventi conducono ad un finale inaspettato: Lady Susan stessa sposa Mr Martin mentre Frederica sposa Reginald.

## Edizioni italiane
- Sandition - Lady Susan - I Watson, trad. di Linda Gaia, a cura di Malcolm Skey, introduzione di John Davie, Roma-Napoli, Theoria, 1990.
- Lady Susan, trad. di Cecilia Vincenti, Roma, Robin, 2010 [2003].
- Lady Susan - I Watson - Sandition, trad. di Daniela Paladini, introduzione di Ornella De Zordo, Roma, Newton Compton, 2010.
- Lady Susan, a cura di Guido Logomarsino, Milano, La Vita Felice, 2011.
- Lady Susan e le altre. Romanzi e racconti epistolari, cura e trad. di Giuseppe Ierolli, Roma, Elliot, 2015 [in Altre opere, jausten.it, 2010
- Lady Susan, trad. di Elisabetta Pellini, Massa, Edizioni clandestine, 2018.

## Adattamenti cinematografici
- 2013 - Lady Susan: Missing Masterpiece by Jane Austen; regia, Michelle Lambeau, con Linda Damita, Guy Darland, Freddie de Sibert;[2]
- 2016 - Amore e inganni, (Love & Friendship),[3] regia di Whit Stillman, con Kate Beckinsale, Chloë Sevigny, Xavier Samu;[4][5]